# Villa Spedaletto
De Villa Spedaletto is een Medici-villa in het stadje Lajatico in de buurt van Volterra.
Het is een van de landgoederen van Lorenzo I de' Medici, die daar vaak verbleef. Na zijn dood, in het jaar 1492, werd de villa al snel weggegeven. De Medici hadden een strategisch belang in de regio, op het gebied van het veiligstellen van het in 1472 veroverde Volterra. De nabijgelegen minerale warmwaterbronnen van Bagno a Morba Lorenzo werden gebruikt. Lorenzo decoreerde de villa met rijke fresco's, nu geheel verloren.
In de grote loggia en de zaal moeten Giorgio Vasari, Domenico Ghirlandaio, Filippino Lippi, Perugino, en Sandro Botticelli hebben gewerkt. De fresco's werden in de vroege 19e eeuw beschadigd bij een brand.
Vanaf 1494 is de villa eigendom van de familie Cybo. In 1606 wordt het dan weer eigendom van de senator Tommaso Corsini. De Corsini zijn nog steeds de eigenaars, hun wapen siert de gevel.